# Donburi
Donburi (どんぶり), literalmente tigela, freqüentemente abreviado para "don", é um prato japonês de arroz na tigela, contendo peixe, carne, vegetais ou outros ingredientes parecidos juntos, servidos em cima do arroz. Este prato é servido em um vasilhame que também é chamado de donburi, que é uma tigela maior do que o chawan normalmente usada para servir arroz.

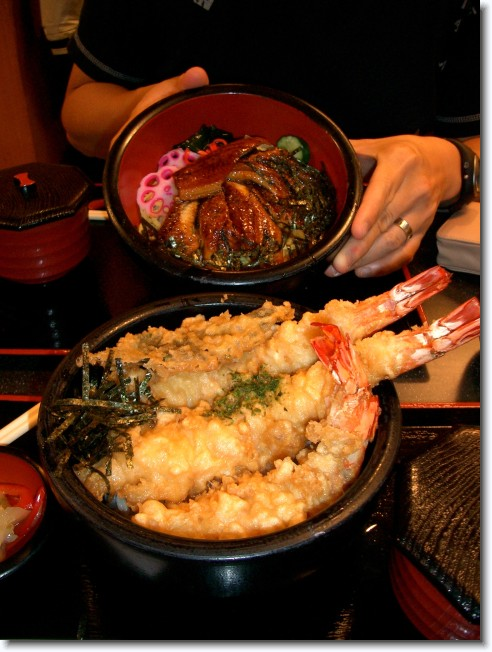
Tendon e Unadon

O molho fervente varia de acordo com a estação, ingredientes, região e gosto. Um molho típico pode consistir de dashi misturado com shoyu e mirin. A proporção varia, mas normalmente adiciona-se três ou quatro vezes mais dashi do que shoyu e mirin. Para o oyakodonburi, recomenda-se misturar o dashi com shoyu light, shoyu tradicional e açúcar. Já para o gyudon, é recomendável misturar água com shoyu tradicional e mirin.
Em muitos restaurantes, o termo "donburi" aplica-se a quase todo tipo de comida, especialmente peixe cru fatiado, servido em cima do arroz, como mostra a lista abaixo.

## Variedades de donburi[2][3]

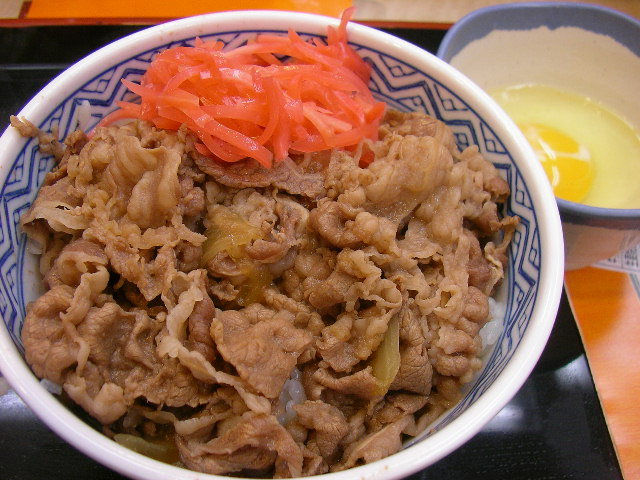
Gyudon

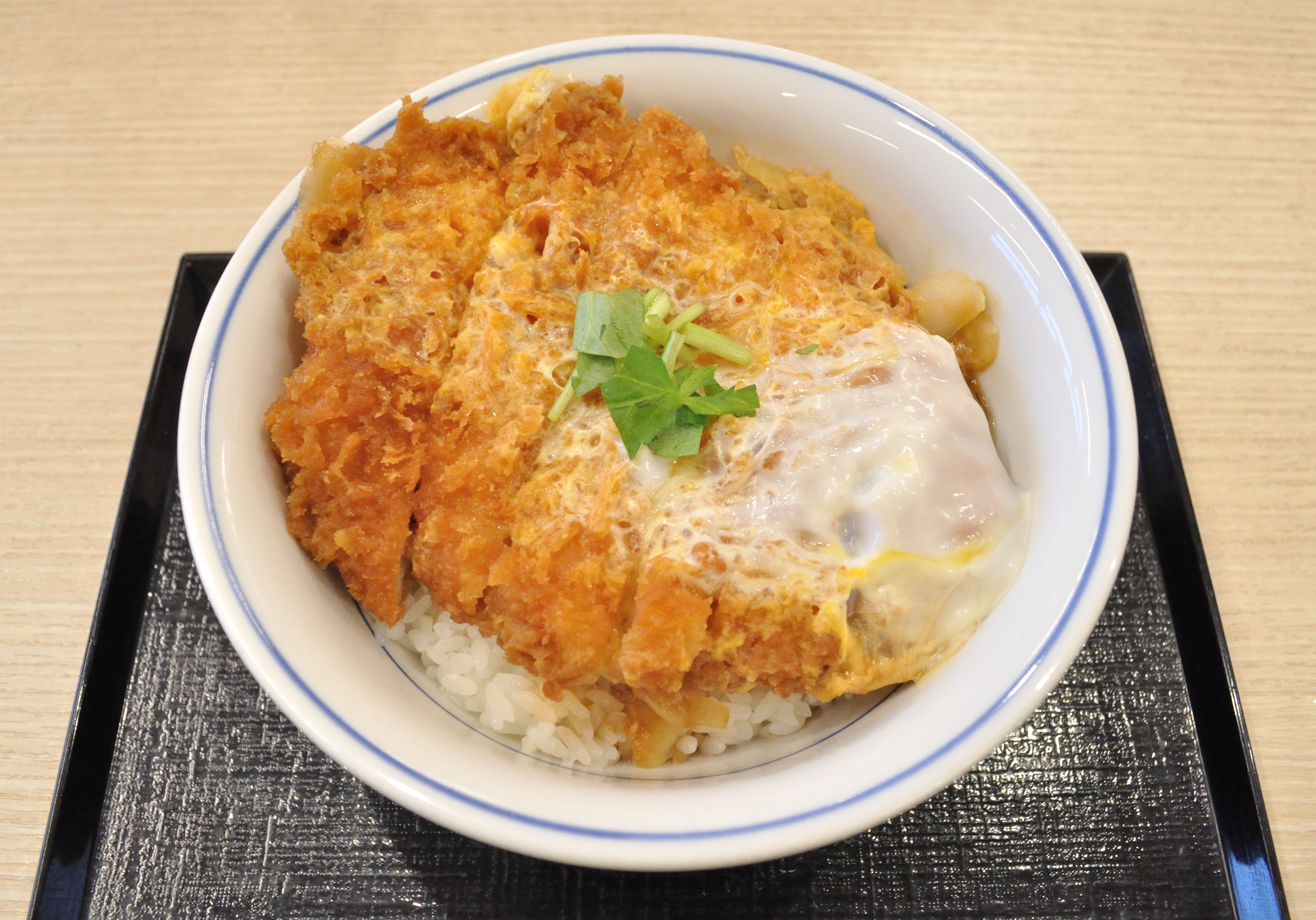
Tamagodon

O donburi japonês tradicional inclui o seguinte:
- Gyudon  (牛丼): carne e cebola no arroz.
- Tendon (天丼): tempura de camarão e vegetais no arroz.
- Unadon (鰻丼): unagui kabayaki (enguia grelhada) no arroz.
- Tamagodon (玉子丼): ovos mexidos com molho adocicado no arroz.
- Oyakodon (親子丼): frango desfiado, ovos e cebola no arroz.
- Katsudon (カツ丼): empanado frito de porco (tonkatsu), cebola e ovos no arroz.
- Tekkadon (鉄火丼): fatias finas de atum cru sobre o arroz. Uma versão apimentada também existe, adicionando-se uma mistura de ingredientes apimentados, um molho apimentado de laranja ou ambos (pode-se adicionar cebolinha).
- Hokkadon: fatias finas de salmão cru sobre o arroz.
- Negitorodon (ネギトロ丼):  toro (atum gordo) ralado e cebolinha no arroz.
- Tenshindon or Tenshin-han (天津丼 / 天津飯): uma especialidade nipo-chinesa, consistindo em uma omelete de carne de caranguejo no arroz.

Donburi pode ser feito com quase qualquer ingrediente, incluindo sobras de alimentos. Restaurantes chineses baratos no Japão frequentemente servem chūkadon (中華丼) ougomoku-chukadon (五目中華丼), legumes fritos variados com carne em cima do arroz, dentro de uma grande tigela. Não pode ser considerado um prato tradicional japonês nem chinês. Esse prato mostra a popularidade do donburi no Japão.